# Belleville (Roine)
Belleville és un municipi francès situat al departament del Roine i a la regió d'Alvèrnia-Roine-Alps. L'any 2007 tenia 7.289 habitants.

## Demografia

### Població
El 2007 la població de fet de Belleville era de 7.289 persones. Hi havia 3.010 famílies de les quals 1.132 eren unipersonals (562 homes vivint sols i 570 dones vivint soles), 718 parelles sense fills, 906 parelles amb fills i 254 famílies monoparentals amb fills.
La població ha evolucionat segons el següent gràfic:
Habitants censats

### Habitatges
El 2007 hi havia 3.315 habitatges, 3.081 eren l'habitatge principal de la família, 22 eren segones residències i 212 estaven desocupats. 1.251 eren cases i 1.970 eren apartaments. Dels 3.081 habitatges principals, 1.142 estaven ocupats pels seus propietaris, 1.897 estaven llogats i ocupats pels llogaters i 42 estaven cedits a títol gratuït; 137 tenien una cambra, 435 en tenien dues, 826 en tenien tres, 822 en tenien quatre i 861 en tenien cinc o més. 1.667 habitatges disposaven pel capbaix d'una plaça de pàrquing. A 1.576 habitatges hi havia un automòbil i a 913 n'hi havia dos o més.

### Piràmide de població
La piràmide de població per edats i sexe el 2009 era:
| Homes | Edats   | Dones |
| ----- | ------- | ----- |
| 4     | 95 o +  | 28    |
| 8     | 90 a 94 | 56    |
| 56    | 85 a 89 | 80    |
| 44    | 80 a 84 | 88    |
| 88    | 75 a 79 | 144   |
| 108   | 70 a 74 | 188   |
| 112   | 65 a 69 | 140   |
| 140   | 60 a 64 | 128   |
| 92    | 55 a 59 | 136   |
| 208   | 50 a 54 | 184   |
| 184   | 45 a 49 | 208   |
| 180   | 40 a 44 | 172   |
| 160   | 35 a 39 | 208   |
| 272   | 30 a 34 | 212   |
| 245   | 25 a 29 | 244   |
| 120   | 20 a 24 | 204   |
| 192   | 15 a 19 | 176   |
| 228   | 10 a 14 | 192   |
| 172   | 5 a 9   | 196   |
| 160   | 0 a 4   | 140   |

## Economia
El 2007 la població en edat de treballar era de 4.546 persones, 3.343 eren actives i 1.203 eren inactives. De les 3.343 persones actives 2.984 estaven ocupades (1.651 homes i 1.333 dones) i 358 estaven aturades (145 homes i 213 dones). De les 1.203 persones inactives 357 estaven jubilades, 377 estaven estudiant i 469 estaven classificades com a «altres inactius».

### Ingressos
El 2009 a Belleville hi havia 3.118 unitats fiscals que integraven 7.260 persones, la mediana anual d'ingressos fiscals per persona era de 16.036 €.

### Activitats econòmiques
Dels 575 establiments que hi havia el 2007, 7 eren d'empreses extractives, 11 d'empreses alimentàries, 6 d'empreses de fabricació de material elèctric, 36 d'empreses de fabricació d'altres productes industrials, 37 d'empreses de construcció, 155 d'empreses de comerç i reparació d'automòbils, 10 d'empreses de transport, 40 d'empreses d'hostatgeria i restauració, 6 d'empreses d'informació i comunicació, 37 d'empreses financeres, 36 d'empreses immobiliàries, 71 d'empreses de serveis, 79 d'entitats de l'administració pública i 44 d'empreses classificades com a «altres activitats de serveis».
Dels 151 establiments de servei als particulars que hi havia el 2009, 1 era una oficina d'administració d'Hisenda pública, 1 gendarmeria, 1 oficina de correu, 12 oficines bancàries, 2 funeràries, 18 tallers de reparació d'automòbils i de material agrícola, 1 taller d'inspecció tècnica de vehicles, 1 establiment de lloguer de cotxes, 4 autoescoles, 5 paletes, 6 guixaires pintors, 13 fusteries, 4 lampisteries, 4 electricistes, 2 empreses de construcció, 17 perruqueries, 4 veterinaris, 5 agències de treball temporal, 25 restaurants, 12 agències immobiliàries, 4 tintoreries i 9 salons de bellesa.
Dels 71 establiments comercials que hi havia el 2009, 3 eren supermercats, 1 una gran superfície de material de bricolatge, 3 botiges de menys de 120 m², 6 fleques, 4 carnisseries, 4 llibreries, 18 botigues de roba, 1 una botiga d'equipament de la llar, 5 sabateries, 5 botigues d'electrodomèstics, 3 botigues de mobles, 4 botigues de material esportiu, 1 un drogueria, 2 perfumeries, 2 joieries i 9 floristeries.
L'any 2000 a Belleville hi havia 33 explotacions agrícoles que ocupaven un total de 440 hectàrees.

## Equipaments sanitaris i escolars
El 2009 hi havia 1 hospital de tractaments de curta durada, 1 hospital de tractaments de mitja durada (seguiment i rehabilitació), 3 farmàcies i 3 ambulàncies.
El 2009 hi havia 3 escoles maternals i 4 escoles elementals. A Belleville hi havia 1 col·legi d'educació secundària i 1 liceu d'ensenyament general. Als col·legis d'educació secundària hi havia 690 alumnes i als liceus d'ensenyament general 1.263.

## Poblacions properes
El següent diagrama mostra les poblacions més properes.